# 二井宿道路
二井宿道路（にいじゅくどうろ）は、宮城県刈田郡七ヶ宿町と山形県東置賜郡高畠町を結ぶ、国道113号のバイパス道路である。

## 概要
二井宿峠は宮城県仙南地域と山形県置賜地域を結ぶ最短ルートであるが、道幅が狭く大型車同士のすれ違いが困難だったため、大型車は南の栗子峠への迂回を余儀なくされた。
このため、大型車も通行可能なバイパス道路事業に着手、1997年9月に開通した。ルートは二井宿峠を北に大きく迂回するルートである。

### 路線データ
- 起点：宮城県刈田郡七ヶ宿町字湯原山国有林
- 終点：山形県東置賜郡高畠町大字二井宿
- 全長：6.3km
- 車線数：2車線

## 路線状況

### 主なトンネル
- 二井宿第一トンネル
- 二井宿第二トンネル
- 田沢トンネル

## 地理

### 通過する自治体
- 山形県
  - 東置賜郡高畠町
- 宮城県
  - 刈田郡七ヶ宿町

### 交差する道路
- 山形県道268号楢下高畠線

## 接続するバイパスの位置関係
（新潟方面）赤湯バイパス - 現道 - 二井宿道路 - 現道 - 苗振バイパス（相馬方面）